# 김만기 (조선)
김만기(金萬基, 1633년 1월 23일~1687년 3월 15일)는 조선 시대 중후기의 문인·문신 겸 관료 출신이자 척신이다. 병조판서 등을 거쳐 예조판서 등을 지낸 그는, 인경왕후(1661~1680)의 친정아버지로 숙종의 첫 장인이기도 하다.
자는 영숙(永叔), 호는 서석(瑞石)·정관재(靜觀齋), 본관은 광산(光山)이다. 구운몽을 지은 서포 만중은 그의 아우이며, 익훈은 그의 배다른 서얼 숙부이다. 김익희, 송시열의 문인이다. 당색으로는 서인 당원이었다가 서인 분당 시 노론에 가담하였다.
1652년(효종 2) 생원·진사시 양시에 장원으로 합격한 뒤, 1653년 별시문과에 급제하여 관직에 올랐으며, 1659년 효종이 죽고 복상문제로 제1차 예송 논쟁이 발생하자, 송시열, 송준길, 김수항을 따라 기년복설을 지지하였다. 1666년(현종 7) 전라도 도사로 임명되었다가 사간원대사간, 승정원좌승지 등을 역임했다. 1671년(현종 13) 딸 인경왕후가 세자빈으로 간택되어 국혼을 하고, 1674년 사위 숙종이 왕으로 즉위하면서 보국숭록대부 영돈녕부사로 승진하고 광성부원군에 봉작되었다.
1671년 예조참판으로 승진한 뒤 승문원 제조, 오위도총부 부총관, 관상감 제조, 병조참판 등을 거쳐 1672년 성균관대사성과 부제학으로 전보되었다가 홍문관과 예문관 양관의 대제학을 겸직하고, 지성균관사, 동지경연사에 동지의금부사를 겸직했다. 1673년 병조판서, 춘추관지사, 예조판서로 옮겨 정헌대부로 승진하고, 1674년 보국, 돈령부영사가 되었으며 2차 예송 논쟁 때에는 3년복설을 주장하였다. 오위도총부 도총관, 호위대장, 전생서 제조를 역임했다. 1680년 김석주, 김익훈 등과 함께 남인 타도에 앞장섰다. 1680년 허영, 허새의 옥사를 다스린 공로로 분충효의병기협모보사공신 1등관에 책록되고 풍정도감 도제조를 역임했다. 사후 부조지전을 받고 1719년(숙종 45) 현종의 묘정에 배향되었다.

## 생애

### 초기 활동
증조부는 형조참판을 지내고 의정부영의정에 추증된 문원공 사계 김장생이며, 할아버지는 증 의정부영의정 허주 김반이고, 아버지는 생원 증 의정부영의정 광원부원군 김익겸이다. 어머니는 윤지의 딸 해평 윤씨 부인이다. 동생은 서포 김만중이다. 그밖에 광남 김익훈이 그의 이복 서숙부(배다른 서얼 숙부)였고, 신독재 김집은 그의 종조부였다. 그의 아버지 익겸 선생은 병자호란 때 순절하였고 홀어머니(미망인 해평 윤씨 부인)와 유복자 동생 김만중과 함께 어렵게 자랐다. 후일 그가 일찍 죽자 서포 김만중은 어머니 해평윤씨를 직접 봉양하기도 했다. 본관은 광산으로 사마방목, 문과방목 중의 일부 사본에는 그의 본관을 광산의 별칭인 광주로도 기술한다. 그의 집안은 서인 당원으로 김만기도 곧 서인의 당원이 된다. 후에 서인이 노론과 소론으로 갈라지자 대체로 그의 후손들은 노론에 가담한다.
그 뒤 배다른 백부 김익희(金益熙)의 문하에서 한학을 수학하다가, 증조부 사계 김장생과 종조부 신독재 김집의 문하생인 우암 송시열의 문인으로 수학하였다. 군수를 지낸 한유량(韓有良)의 딸 서원부부인 한씨(西原府夫人 韓氏)와 결혼하여 김진구(金鎭龜), 김진규(金鎭圭), 김진서(金鎭瑞), 인경왕후 등의 자녀를 두었다. 효종 4년(1652년) 생원시와 진사시 양시에 모두 장원으로 급제하였다.

### 관료 생활
1653년 별시문과에 을과 3인으로 급제하여 승문원에 보임되었다. 그 뒤 장예원 주서, 승문원 주서, 시강원 설서 등을 역임하고 예조, 병조좌랑과 사헌부지평 등을 지냈다. 사간원 정언, 홍문관 부수찬, 부교리에 임명되었다. 1657년(효종 8) 교리(校理)로 재직 중 글을 올려 오례의(五禮儀)』의 복상제(服喪制) 등 잘못된 것을 개정하기를 청하였다. 관료생활 초반 김만기는 문장력과 재주를 인정받아 효종은 "나와 더불어 일을 함께 할 자는 그 누구인가? 법도에 맞게 지적하여 인도해 줄 자는 경 등 약간의 사람뿐이다."라고 지칭하기도 했다. 1659년 효종이 북벌을 준비하다가 그해 5월 갑자기 승하하자, 효종의 계모인 자의대비의 복상문제로 논란이 일자 송시열, 송준길 등의 기년설을 지지하였다. 이후 서인으로 활동하며, 3년설을 주장하는 윤선도(尹善道), 윤휴 등 남인을 공격했다. 이후 흥문관 응교, 사헌부 집의, 사간원 사간 등을 지냈다.
1660년(현종 4) 수찬이 되었다. 1661년 응교, 사복시정, 성균관 사성, 의정부 사인, 통정대부로 승자하여 승정원동부승지 등을 거쳐 우부승지가 되었고 1666년(현종 8) 전라도 도사로 임명되었다가 다시 특별히 전라도관찰사로 임명되었으나 편모를 떠나 멀리 갈 수 없다고 사양하니 사간원대사간에 특별히 제수되었고 곧 우승지를 거쳐서 승정원 좌승지로 옮겼다. 1667년 예조참의에 승진되었으나 곧 사직하고 그 후 광주부윤에 제수되어 선정을 베풀었다. 이후 1669년에는 다시 홍문관부제학을 거쳐서 이조참의가 되었다.

### 인경왕후 입궁 이후
1671년(현종 13) 딸이 세자빈이 되었고, 이후 가선대부 예조참판으로 승진, 승문원 제조, 도총부 부총관, 관상감 제조를 겸했다가 병조참판으로 옮겼다. 1672년 성균관 대사성이 되고 곧 부제학으로 전보되었다가 호조참판을 거쳐서 홍문관과 예문관 양관의 대제학, 지성균관사, 동지경연사에 동지의금부사를 겸임했다. 1673년 영릉(寧陵)을 옮길 때 산릉도감(山陵都監)의 당상관이 되었으며, 그것에 이어 다시 복상문제가 발생하자 1674년 7월에 병조판서(兵曹判書)로서 다시 자의대비의 복제에 대하여 상소(上疏)를 올려 3년상을 주장하였다. 그 해 병조판서에 지춘추관사를 겸했다.
1674년(현종 16) 예조판서로 옮겨 정헌대부로 승진되고 이듬해(숙종 1) 숙종이 즉위하자 국구로서 보국숭록대부 영돈녕부사, 광성부원군(光城府院君)에 책봉되었고, 오위도총부 도총관, 호위대장, 전생서 제조를 겸했다. 이후 총융사(摠戎使)를 겸하여 병권(兵權)을 장악하였으며, 이로 인해 척신이 군사력을 손에 넣었다며 남인들의 공격과 비판을 받기도 하였다. 그 후 김수항(金壽恒) 등의 천거로 대제학을 지냈으며 1680년(숙종 7) 경신대출척 때 훈련대장으로 끝까지 남인과 맞섰으며, 이후 숙부 김익훈, 숙종의 외당숙인 청성부원군 김석주와 공모하여 역모를 날조하였다.
한편 국구가 된 후 사화의 조짐이 발생했지만 그때마다 충성과 지혜를 발휘하여 국정을 편안케하고, 여러 벼슬에 임명되었지만 훈업을 이룬뒤에는 그때그때 벼슬을 헌신짝같이 버리고 집으로 돌아가니 선비들이 산악같이 우러러 보았다. 국구의 지위에 있음에도 사치하지 않고 호사를 부리지 않고 항상 검소하였으며, 예법대로 생활하였으므로 그의 스승 중의 한사람인 우암 송시열은 그를 극찬하였다.

### 생애 후반
같은 해, 허적(許積)의 서자 허견(許堅)과 종실인 복창군·복선군(福善君)·복평군(福平君) 등의 역모를 막은 공을 세워 분충효의병기협모보사공신 1등관에 책록되었고, 1686년(숙종 13) 풍정도감(豊呈都監) 도제조를 지냈다. 1689년 기사환국으로 남인이 다시 정권을 잡으면서 파직되었다가 뒤에 복직되었다. 1685년(숙종 11) 스승 송시열 등과 함께 증조부 사계 김장생의 미간행 저술, 시문 등을 모아 사계유고 27권(부록 3권 포함)을 간행하였다.
경서, 사기 제가서에도 달통하였다. 또한 그는 법도를 따라 행하여 한 자 한 치도 어긋나지 않았고, 의복 또한 예법(禮法)대로 옷을 입고 화려하게 꾸미지 않았다 한다. 광산 김씨의 족보를 편찬, 간행하는데 앞장섰으며 그가 간행한 족보를 서석보(瑞石譜)라 부른다. 저서로는 시문 등을 모은 《서석문집》 18권을 남겼다. 작품으로는 사육신과 계백 등을 배향한 충곡서원의 유허비 글씨 등이 있다.

### 사후
죽은 뒤 경기도 시흥군 대야미리(현 군포시 대야미동) 산 1-12번지에 안장되었다.
경모재(敬慕齋)에 제향되었고, 1719년(숙종 45) 현종의 묘정에 배향되었다. 묘비명과 신도비문은 1687년 스승인 우암 송시열이 지었고, 글씨는 김진규가 썼다. 그밖에 숙종이 직접 써 준 어필비문(御筆碑)이 1699년(숙종 25)에 묘소 근처에 세워졌다. 사후 증직으로 증 대광보국숭록대부 의정부 영의정 겸 홍문관 예문관 춘추관 성균관 관상감사에 추증되었다.
1992년 6월 5일 그의 묘소와 비석, 신도비는 경기도 기념물 제131호로 지정되었다.

## 저서
- 《서석문집》 18권

## 가족 관계
- 증조부 : 김장생(金長生)
  - 종조부 : 김집
  - 할아버지 : 김반(金槃)
    - 백부 : 김익희(金益熙)
    - 숙부 : 김익훈(金益勳)
    - 아버지 : 김익겸(金益兼)
    - 어머니 : 해평윤씨
      - 동생 : 서포 김만중(金萬重)
      - 제수 : 연안이씨 - 이은상(李殷相, 이단상의 종형)의 딸
      - 부인 : 서원부부인(西原府夫人) 청주 한씨(淸州 韓氏)
        - 장남 : 김진구(金鎭龜, 1651년 ∼ 1704년)
        - 자부 : 이광직(李光溭)의 딸
          - 손자 : 김춘택(金春澤)
          - 손자 : 김보택(金普澤)
          - 손자 : 김운택(金雲澤)
          - 손자 : 김민택(金民澤)
          - 손자 : 김조택(金祖澤)
          - 손자 : 김복택(金福澤)
          - 손자 : 김정택(金廷澤)
          - 손자 : 김연택(金延澤)

        - 차남 : 김진규(金鎭圭, 1658년 ~ 1716년)
          - 손자 : 김성택(金星澤)
          - 손자 : 김양택(金陽澤)

        - 장녀 : 인경왕후 김씨 - 숙종의 원비
        - 삼남 : 김진서(金鎭瑞, 1663 ~ ?)
        - 차녀 : 김한혜(金漢惠, 1668 ~ ?) - 정형진(鄭滎振)에게 출가
        - 삼녀 : 김복혜(金福惠, 1673 ~ ?) - 연안 이씨 이주신(李舟臣)에게 출가
          - 외손자 : 영의정 이천보
          - 외손녀 : 심사주(沈師周, 효종의 부마 청평도위 심익현의 손자)에게 출가

        - 사남 : 김진부(金鎭符, 1676 ~ ?)
          - 손자 : 김연택(金延澤) - 생부 : 김진구

    - 장인 : 한유랑(韓有良)
    - 사돈 : 문정공 이단상

## 기타
그의 스승 중 한사람인 우암 송시열은 증조부 사계 김장생과 종조부 신독재 김집 (1573년)김집의 문하에서 수학하였다. 김만기는 숙부 김익희의 문하 외에 다시 우암 송시열의 문하에서 수학하였고, 그의 아들 김진규(金鎭圭) 등도 우암 송시열의 문하에서 수학한다.

## 같이 보기
- 서인
- 인경왕후
- 송시열
- 송준길
- 예송 논쟁
- 김만중
- 김익훈
- 김익희
- 김만증

## 김만기를 연기한 배우
- 김용건 - 1988년 인현왕후, MBC
- 김호영 - 1995년 장희빈, SBS
- 이동신 - 2013년 장옥정, 사랑에 살다, SBS